# Earth Defense Force: Insect Armageddon
Earth Defense Force: Insect Armageddon est un jeu vidéo de tir à la troisième personne développé par Vicious Cycle Software et édité par D3 Publisher, sorti en 2011 sur Windows, PlayStation 3 et Xbox 360.

## Accueil
- GameSpot : 7/10[1]
- IGN : 7,5/10[2]
- Jeuxvideo.com : 14/20[3]